# 陳儒 (嘉靖己丑進士)
陳儒（1505年—？），字子醇，號为斋，直隸蘇州府崑山縣人，民籍，明朝政治人物。

## 生平
嘉靖四年（1525年）乙酉科應天府鄉試第五十二名舉人。嘉靖八年（1529年）中式己丑科會試第一百二十六名，登第三甲第一百四十名進士。授兴化府推官，历顺德府通判，擢南刑部主事，劲挺有直声。

## 家族
曾祖陳能；祖父陳穆；父陳節，母王氏。具庆下。子陳嘉猷，字盟之，五岁丧父，從母周氏居郡城，万历三十四年丙午魁顺天乡荐，授桐城教谕。